# كارلوس جوروستيثا
كارلوس جوروستيثا (بالإسبانية: Carlos Gorostiza) (و. 1920 – 2016 م) هو مؤلف، وأستاذ جامعي، وكاتب، وكاتب سيناريو أرجنتيني، توفي في بوينس آيرس، عن عمر يناهز 96 عاماً.

## جوائز
حصل على جوائز منها:
- جوائز كونكس (1984)

## وصلات خارجية
- كارلوس جوروستيثا على موقع IMDb (الإنجليزية)
- كارلوس جوروستيثا على موقع ديسكوغز (الإنجليزية)

- كارلوس جوروستيثا في قاعدة بيانات الأفلام على الإنترنت